# Polypodium hellwigii
Polypodium hellwigii là một loài dương xỉ trong họ Polypodiaceae. Loài này được Diels in Schum. & Laut. mô tả khoa học đầu tiên năm 1901.
Danh pháp khoa học của loài này chưa được làm sáng tỏ. 